# 376029 Blahova
376029 Blahova este o planetă minoră (asteroid), cu un diametru de 3,857 km, din centura de asteroizi. A fost descoperită pe 12 februarie 2010 la Mayhill⁠(d) de Štefan Kürti⁠(d). 
Obiectul prezintă o orbită caracterizată de o semiaxă mare de 3,1659951278037 UAi, o excentricitate de 0,22, o înclinație de 14,7 ° în raport cu ecliptica.